# Språklabb

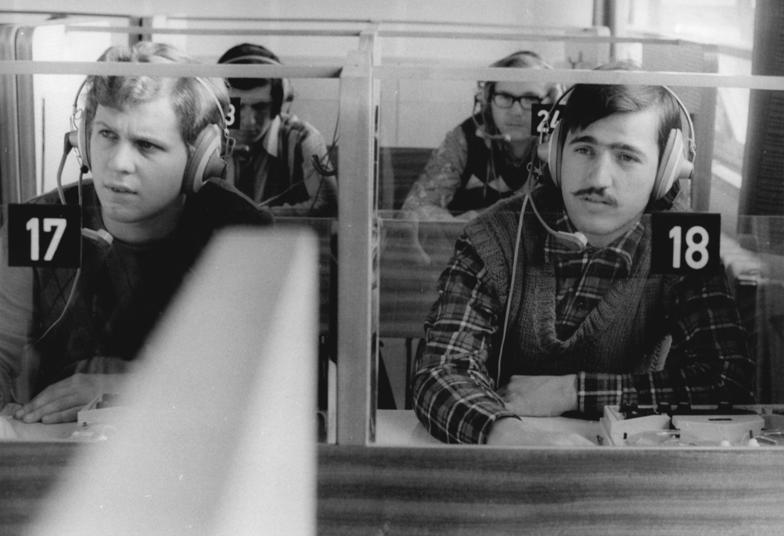
Elever i sina "bås" i ett språklabb

Språklabb är ett klassrum utrustat med speciell utrustning för att underlätta språkinlärning. Klassrummet består av bås riktade mot katedern. Båsen är avsedda för elever och försedda med bandspelare och headset.
Lärarfunktionen hade också ofta tillgång till samma tekniska funktioner men med en för ändamålet utvecklad växel, en primitiv telefonväxel. Språklabb används idag i mycket liten utsträckning.
Språklabben blev mycket populära under  1970-talet och installerades på många lärarhögskolor, universitet, gymnasier, studieförbund samt vissa industriföretag. I Sverige fanns företrädesvis utrustning från Skrivrit, Cybervox och Tandberg. Läraren kunde via sitt lärarbord kopiera över aktuellt språkundervisningsmaterial till elevbandspelarens lärarspår.
Eleven kunde då i egen takt lyssna av lärarspåret och spela in sin röst för uttalsjämförelse och repetera proceduren om och om igen. Läraren hade möjlighet att avlyssna och samtala med varje enskild elev för att t.ex. hjälpa denne med korrigering av uttal etc. 
I vissa lärarbord kunde eleverna beroende på kunskapsnivå indelas i olika grupper med för dem från lärarbordet inspelat språkundervisningsmaterial. Läraren kunde även hjälpa eleven genom att manövrera dennes bandspelare  till exempelvis rätt avsnitt i kursmaterialet.